# Ceratoserolis meridionalis
Ceratoserolis meridionalis es una especie de isopoda serolida que habita en los mares de la Antártida, incluida la península Antártica y las islas Shetland del Sur. Ceratoserolis meridionalis excava agujeros en la arena del fondo marino para utilizar como morada.